# 점대칭

점대칭에 대해 불변인 점대칭을 가진 2차원 도형의 예

기하학에서 점대칭(point reflection, 점 반사, 점 반전, 또는 중심 반전)은 아핀 공간의 기하 변환으로, 모든 점이 지정된 반전 중심에 대해 반사되며, 반전 중심은 고정된다. 유클리드 공간 또는 유사 유클리드 공간에서 점대칭은 등거리변환이다. 평면에서 점대칭은 180도 회전과 같으며, 3차원 유클리드 공간에서 점대칭은 거리를 보존하지만 방향을 뒤집는 비정상 회전이다. 점대칭은 대합이다. 즉, 두 번 적용하면 항등 함수가 된다.
점대칭에 대해 불변인 물체는 점대칭(point symmetry, 반전 대칭, 또는 중심 대칭)을 가지고 있다고 한다. 점대칭을 대칭 중 하나로 포함하는 점군은 중심 대칭이라고 한다. 반전 대칭은 많은 결정 구조와 분자에서 발견되며, 그 물리적 특성에 큰 영향을 미친다.

## 용어
반사(reflection)라는 용어는 느슨하며 일부에서는 언어 남용으로 간주하여 반전(inversion)을 선호한다. 그러나 점 반사(point reflection)가 널리 사용된다. 이러한 사상은 대합으로, 차수 2이다. 즉, 자신은 자신의 역이다. 두 번 적용하면 항등 함수가 된다. 이는 다른 반사라고 불리는 사상에도 해당된다. 보다 좁게는 반사 (선형대수학)(reflection)은 초평면 (수학)($n-1$ 차원 부분 아핀 공간 - 직선 위의 점, 평면 위의 직선, 3차원 공간의 평면)에서의 반사를 나타내며, 초평면은 고정되어 있지만, 더 넓게는 유클리드 공간의 모든 대합에 반사가 적용되며, 고정된 집합($k$차원 아핀 공간, 여기서 {\displaystyle 1\leq k\leq n-1})을 거울이라고 한다. 차원 1에서는 이들이 일치한다. 점은 직선의 초평면이기 때문이다.
선형대수학의 관점에서 원점을 고정한다고 가정하면 대합은 모든 고유값이 1 또는 -1인 대각화 가능한 사상이다. 초평면에서의 반사는 단 하나의 −1 고유값(1 고유값에 대한 중복도 {\displaystyle n-1})을 가지는 반면, 점대칭은 -1 고유값만 가진다(중복도 {\displaystyle n}).
반전(inversion)이라는 용어는 원에 대해 정의되는 반전이 있는 반전기하학과 혼동해서는 안 된다.

## 예시
| 육각형 평행다변체 | 팔각형 |

2차원에서 점대칭은 180도 회전과 같다. 3차원에서 점대칭은 회전 축에 수직인 회전 면에 대한 반사와 함수 합성된 180도 회전으로 설명할 수 있다. n차원에서 점대칭은 n이 짝수이면 방향을 보존하고, n이 홀수이면 방향을 뒤집는다.

## 공식
유클리드 공간 Rn에서 벡터 a가 주어지면 점 p에 대한 a의 반사 공식은 다음과 같다.
{\displaystyle \mathrm {Ref} _{\mathbf {p} }(\mathbf {a} )=2\mathbf {p} -\mathbf {a} .}
p가 원점인 경우 점대칭은 단순히 벡터 a의 부호 반전이다.
유클리드 기하학에서 점 P에 대한 점 X의 반전은 X*라는 점으로, P가 X와 X*를 끝점으로 하는 선분의 중점이다. 다시 말해 X에서 P로 향하는 벡터는 P에서 X*로 향하는 벡터와 같다.
P에서의 반전 공식은 다음과 같다.
x* = 2p − x
여기서 p, x 및 x*는 각각 P, X 및 X*의 위치 벡터이다.
이 함수는 등거리 대합 아핀 변환이며, P라는 고정점을 정확히 하나만 가진다.

## 균일 스케일링 또는 닮음 변환의 특수한 경우로서의 점대칭
반전 점 P가 원점과 일치할 때, 점대칭은 균일 스케일링의 특수한 경우와 동일하다. 즉, 스케일링 계수가 -1인 균일 스케일링이다. 이는 선형 변환의 예이다.
P가 원점과 일치하지 않을 때, 점대칭은 닮음 변환의 특수한 경우와 동일하다. 즉, 닮음 중심이 P와 일치하고 스케일링 계수가 -1인 닮음 변환이다. (이는 비선형 아핀 변환의 예이다.)

## 점대칭군

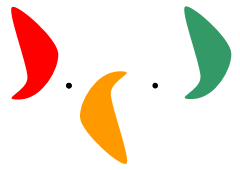
2차원에서 두 개의 오프셋 점대칭의 합성은 평행 이동이다.

두 점대칭의 함수 합성은 평행 이동이다. 구체적으로, p에서의 점대칭 후 q에서의 점대칭은 벡터 2(q − p)에 의한 평행 이동이다.
모든 점대칭과 평행 이동으로 구성된 집합은 유클리드 군의 리 부분군이다. 이는 Rn과 차수 2의 순환군의 반직접곱이며, 후자는 부호 반전을 통해 Rn에 작용한다. 이는 무한대 직선을 점별로 고정하는 유클리드 군의 부분군이다.
n = 1인 경우, 점대칭군은 직선의 전체 등거리변환군이다.

## 수학에서의 점대칭
- 구의 중심에 대한 점대칭은 대척점을 생성한다.
- 리만 대칭 공간은 각 점에 대한 등거리 반사를 갖는 리만 다양체이다. 대칭 공간은 리 군 및 리만 기하학 연구에 중요한 역할을 한다.

## 해석 기하학에서의 점대칭
점 {\displaystyle P(x,y)}와 점 {\displaystyle C(x_{c},y_{c})}에 대한 반사 {\displaystyle P'(x',y')}가 주어지면, 후자는 선분 {\displaystyle {\overline {PP'}}}의 중점이다.
{\displaystyle {\begin{cases}x_{c}={\frac {x+x'}{2}}\\y_{c}={\frac {y+y'}{2}}\end{cases}}}
따라서 반사된 점의 좌표를 찾는 방정식은 다음과 같다.
{\displaystyle {\begin{cases}x'=2x_{c}-x\\y'=2y_{c}-y\end{cases}}}
특히 점 C의 좌표가 {\displaystyle (0,0)}인 경우(아래 문단 원점에 대한 반전 참조)
{\displaystyle {\begin{cases}x'=-x\\y'=2y_{c}-y\end{cases}}}

## 속성
짝수 차원의 유클리드 공간, 예를 들어 2N차원 공간에서 점 P에서의 반전은 P에서 교차하는 임의의 N개의 상호 직교하는 평면 각각에서 π 각도로 회전하는 것과 동일하다. 이러한 회전은 서로 가환적이다. 따라서 짝수 차원 공간에서 점에서의 반전은 방향을 보존하는 등거리변환 또는 직접 등거리변환이다.
홀수 차원의 유클리드 공간, 예를 들어 (2N + 1)차원 공간에서 이는 P에서 교차하는 임의의 N개의 상호 직교하는 평면 각각에서 π 각도로 회전하는 것과 동일하며, 이들 회전 평면이 생성하는 2N차원 부분 공간에 대한 반사가 결합된다. 따라서 이는 방향을 보존하기보다는 뒤집는 간접 등거리변환이다.
기하학적으로 3차원에서 이는 P를 지나는 축을 중심으로 180° 각도로 회전하는 것과, 축에 수직인 P를 지나는 평면에 대한 반사를 결합하는 것이다. 그 결과는 축의 방향 (강체)(다른 의미에서)에 의존하지 않는다. 이러한 연산 또는 생성하는 군의 종류에 대한 표기법은 {\displaystyle {\overline {1}}}, Ci, S2, 1×이다. 군 종류는 순수 회전대칭이 없는 3차원 점군 유형 중 하나이며, n = 1인 순환 대칭을 참조하라.
다음 삼차원의 점군은 반전을 포함한다.
- 짝수 n에 대한 Cnh 및 Dnh
- 홀수 n에 대한 S2n 및 Dnd
- Th, Oh 및 Ih

점에서의 반전과 밀접하게 관련된 것은 반사 (수학)이다. 이는 평면에 대한 반사로, "평면에서의 반전"으로 생각할 수 있다.

## 결정 및 분자의 반전 중심
반전 대칭은 다른 대칭 연산과 마찬가지로 재료의 속성에 중요한 역할을 한다.
일부 분자는 모든 원자가 대칭을 유지하면서 반사될 수 있는 점이 존재할 때 반전 중심을 포함한다. 많은 경우 이들은 배위수와 결합 각도로 분류되는 다면체로 간주될 수 있다. 예를 들어, 4배위 다면체는 사면체로 분류되는 반면, 5배위 환경은 결합 각도에 따라 사각 피라미드형 또는 삼각 쌍뿔형일 수 있다. 6배위 팔면체는 중심 원자가 6개의 결합된 원자가 대칭을 유지하는 반전 중심으로 작용하므로 중심 대칭 다면체의 예이다. 반면에 사면체는 중심 원자에 대한 반전이 다면체의 방향을 뒤집으므로 비중심 대칭이다. 홀수(짝수와 달리) 배위수를 갖는 다면체는 중심 대칭이 아니다. 반전 중심을 포함하는 다면체는 중심 대칭으로 알려져 있으며, 그렇지 않은 다면체는 비중심 대칭이다. 반전 중심의 존재 또는 부재는 광학적 특성에 강한 영향을 미친다. 예를 들어, 반전 대칭이 없는 분자는 쌍극자 모멘트를 가지며 광자와 직접 상호 작용할 수 있는 반면, 반전 대칭이 있는 분자는 쌍극자 모멘트가 없으며 라만 산란을 통해서만 상호 작용한다. 후자는 1930년 노벨 물리학상을 수상한 찬드라세카라 벵카타 라만의 이름을 따서 명명되었다.
또한, 결정학에서 주기적 구조에 대한 반전 중심의 존재는 중심 대칭 화합물과 비중심 대칭 화합물을 구별한다. 모든 결정질 화합물은 단위 세포로 알려진 원자 구성 요소의 반복으로 생성되며, 이러한 단위 세포는 어떤 다면체가 어떤 순서로 형성되는지를 정의한다. 산화물과 같은 많은 재료에서 이러한 다면체는 모서리 공유, 가장자리 공유 또는 면 공유를 통해 연결될 수 있으며, 이는 어떤 원자가 공통 결합을 공유하는지와 원자가에 따라 달라진다. 금속 및 합금과 같은 다른 경우에는 구조가 밀집 원자의 배열로 더 잘 간주된다. 반전 대칭이 없는 결정은 압전 효과도 나타낸다. 반전 대칭의 존재 또는 부재는 고체의 속성에 수많은 결과를 가져오며, 서로 다른 결정 대칭 간의 수학적 관계도 마찬가지이다.
결정의 실제 다면체는 종종 결합 기하학에서 예상되는 균일성이 부족하다. 결정학에서 발견되는 일반적인 불규칙성에는 왜곡과 무질서가 포함된다. 왜곡은 이종 원자 간의 상이한 정전기적 상호 작용 또는 얀-텔러 왜곡과 같은 전자적 효과로 인해 종종 불균일한 결합 길이로 인한 다면체의 뒤틀림을 수반한다. 예를 들어, 티타늄 중심은 팔면체에서 6개의 산소와 균일하게 결합할 가능성이 높지만, 산소 중 하나가 더 전기 음성도가 큰 불소로 대체되면 왜곡이 발생한다. 왜곡은 다면체의 본질적인 기하학을 변경하지 않는다. 왜곡된 팔면체는 여전히 팔면체로 분류되지만, 충분히 강한 왜곡은 화합물의 중심 대칭에 영향을 미칠 수 있다. 무질서는 두 개 이상의 위치에 걸쳐 분할 점유율을 수반하며, 이 경우 원자는 특정 백분율의 다면체에서 하나의 결정학적 위치를 차지하고 나머지는 다른 위치를 차지한다. 무질서는 점유율이 이미 존재하는 반전 중심에 걸쳐 분할되었는지 여부에 따라 특정 다면체의 중심 대칭에도 영향을 미칠 수 있다.
중심 대칭은 개별 다면체뿐만 아니라 결정 구조 전체에 적용된다. 결정은 32개의 결정 점군으로 분류되며, 이는 벌크 구조에서 서로 다른 다면체가 공간에 어떻게 배열되는지를 설명한다. 이 32개의 점군 중 11개는 중심 대칭이다. 비중심 대칭 다면체의 존재는 점군이 동일하다는 것을 보장하지 않는다. 두 개의 비중심 대칭 형태는 둘 사이에 반전 중심을 포함하는 방식으로 공간에 배치될 수 있다. 서로 마주보는 두 사면체는 중간에 반전 중심을 가질 수 있는데, 이는 각 원자가 반사된 쌍을 가질 수 있도록 방향이 허용하기 때문이다. 그 반대도 마찬가지이며, 여러 중심 대칭 다면체가 비중심 대칭 점군을 형성하도록 배열될 수 있다.

## 원점에 대한 반전
원점에 대한 반전은 위치 벡터의 덧셈적 반전 및 −1에 의한 스칼라 곱셈에 해당한다. 이 연산은 다른 모든 선형 변환과 가환적이지만 평행 이동과는 그렇지 않다. 이는 일반선형군의 군의 중심에 속한다. "점에 대한", "직선에 대한", "평면에 대한"을 명시하지 않은 "반전"은 이 반전을 의미한다. 물리학에서는 원점을 통한 3차원 반사를 반전 변환이라고도 한다.
수학에서 원점에 대한 반사는 데카르트 좌표계의 원점에 대한 유클리드 공간 Rn의 점대칭을 의미한다. 원점에 대한 반사는 스칼라 곱셈 {\displaystyle -1}에 해당하는 직교 변환이며, {\displaystyle I}가 단위 행렬일 때 {\displaystyle -I}로도 쓸 수 있다. 3차원에서는 {\displaystyle (x,y,z)\mapsto (-x,-y,-z)} 등으로 보낸다.

### 표현
스칼라 행렬로서 모든 기저에서 대각선에 {\displaystyle -1}을 갖는 행렬로 표현되며, 항등원과 함께 직교군 {\displaystyle O(n)}의 군의 중심이다.
이는 n개의 직교 반사(임의의 정규 직교 기저의 축에 대한 반사)의 곱이다. 직교 반사는 가환적이다.
2차원에서는 사실 180도 회전이며, 차원 {\displaystyle 2n}에서는 n개의 직교하는 평면에서 180도 회전이다. 직교하는 평면에서의 회전은 가환적이다.

### 속성
행렬 표현이나 반사의 곱으로부터 행렬식은 {\displaystyle (-1)^{n}}이다. 따라서 짝수 차원에서는 방향을 보존하며 특수 직교군 SO(2n)의 원소이고, 홀수 차원에서는 방향을 뒤집으며 SO(2n + 1)의 원소가 아니며 대신 {\displaystyle O(2n+1)\to \pm 1} 사상의 분할을 제공하여 {\displaystyle O(2n+1)=SO(2n+1)\times \{\pm I\}}를 내부 직접곱으로 나타낸다.
- 항등원과 함께 직교군의 중심을 형성한다.
- 모든 이차 형식을 보존하며, 즉 {\displaystyle Q(-v)=Q(v)}를 만족하므로 모든 부정 직교군의 원소이기도 하다.
- 특성이 2인 경우에만 항등원과 같다.
- 부호가 있는 순열의 콕서터 군의 가장 긴 원소이다.

유사하게, 반사의 생성 집합에 대해 직교군의 가장 긴 원소이다. 직교군의 원소는 모두 반사의 생성 집합에 대해 최대 n의 길이를 갖는다. 원점을 통한 반사는 길이 n을 갖지만, 이것이 유일하지는 않다. 회전(및 가능하면 반사)의 다른 최대 조합도 최대 길이를 갖는다.

### 기하학
SO(2r)에서 원점을 통한 반사는 일반적인 거리 측정에 대해 항등원으로부터 가장 멀리 떨어진 점이다. O(2r + 1)에서 원점을 통한 반사는 SO(2r+1)에 속하지 않으며(비항등 구성 요소에 속한다), 비항등 구성 요소의 다른 어떤 점보다 "더 멀리 떨어진 점"이라는 자연스러운 의미는 없지만, 다른 구성 요소에서 기준점을 제공한다.

### 클리퍼드 대수 및 스핀 군
스핀 군의 원소 {\displaystyle -1\in \mathrm {Spin} (n)}과 혼동해서는 안 된다. 이는 짝수 스핀 군에 대해 특히 혼란스러운데, {\displaystyle -I\in SO(2n)}이고, 따라서 {\displaystyle \operatorname {Spin} (n)}에는 {\displaystyle -1}과 {\displaystyle -I}의 2개의 리프트가 모두 존재하기 때문이다.
항등원을 통한 반사는 주 대합 또는 등급 대합이라고 하는 클리퍼드 대수의 자기동형으로 확장된다.
항등원을 통한 반사는 스칼라로 리프트된다.

## 같이 보기
- 아핀 대합
- 원 반전
- 클리퍼드 대수
- 합동 (기하학)
- 에스터만 측정
- 유클리드 군
- 코브너-베시코비치 측정
- 직교군
- 반전성
- 반사 (기하학)
- 리만 대칭 공간
- 스핀 군

## 참고
1. ↑  "직교하는 평면"이란 모든 요소가 직교하고 평면이 0에서만 교차하며, 직선에서 교차하고 이면각이 90°가 아님을 의미한다.
2. ↑  이는 예를 들어 스펙트럼 정리에서 따르는 회전 및 반사의 직합으로 직교 변환을 분류함으로써 알 수 있다.